# Western North Region
Koordinaten: 6° 18′ N, 2° 42′ W
Die Western North Region ist eine Region in Ghana mit der Hauptstadt Wiawso. Ihr Name bezieht sich auf ihre Geschichte als ehemals nördlicher Teil der Western Region.

## Geografie
Die Region liegt im äußersten Westen des Landes und grenzt an die Bono Region im Norden, an die Ahafo Region und Ashanti Region im Nordosten, die Central Region und Western Region im Südosten sowie an die Elfenbeinküste im Westen. Mit einer Fläche von 10.074 km² ist sie im Mittelfeld der Regionen Ghanas, gemessen an ihrer Einwohnerzahl im unteren Mittelfeld.

## Geschichte
Die Western North Region gehört zu den sechs im Februar 2019 neu gegründeten Regionen des Landes. Es war ein Wahlversprechen der New Patriotic Party zu den Wahlen 2016, neue Regionen zu schaffen. In einem Referendum vom 27. Dezember 2018 sprachen sich 99,51 % der Abstimmenden für die Bildung der neuen Region aus, sodass sie am 15. Februar 2019 mit dem Constitutional Instrument 117 als Ausgliederung aus der Western Region gegründet wurde.

## Administrative Gliederung
Die Region gliedert sich in neun Distrikte:
| Distrikt                          | Hauptort   |
| --------------------------------- | ---------- |
| Aowin Municipal                   | Enchi      |
| Bia East                          | Adabokrom  |
| Bia West                          | Essam      |
| Bibiani/Anhwiaso/Bekwai Municipal | Bibiani    |
| Bodi                              | Bodi       |
| Juaboso                           | Juaboso    |
| Sefwi Akontombra                  | Akontombra |
| Sefwi Wiawso                      | Wiawso     |
| Suaman                            | Dadieso    |

## Nachweise
1. ↑  Kweku Zurek: Confirmed: Results of the 2018 referendum on now regions, www.graphic.com.gh vom 28. Dezember 2018, abgerufen am 17. Dezember 2019
2. ↑  Western North Region auf ghanadistricts.gov.gh, abgerufen am 17. Dezember 2019
3. ↑  Distriktliste auf ghanadistricts.gov.gh, abgerufen am 17. Dezember 2019